# CIM-10 Capítol XV: Embaràs, part i puerperi
| Capítol | Codis   | Títol |
| ------- | ------- | --- |
| I       | A00-B99 | Certes malalties infeccioses i parasitàries                                                                  |
| II      | C00-D48 | Neoplàsies                                                                                                   |
| III     | D50-D89 | Malalties de la sang i dels òrgans hematopoètics i altres trastorns que afecten el mecanisme de la immunitat |
| IV      | E00-E90 | Malalties endocrines, nutricionals i metabòliques                                                            |
| V       | F00-F99 | Trastorns mentals i del comportament                                                                         |
| VI      | G00-G99 | Malalties del sistema nerviós                                                                                |
| VII     | H00-H59 | Malalties de l'ull i els seus annexos                                                                        |
| VIII    | H60-H95 | Malalties de l'oïda i de l'apòfisi mastoide                                                                  |
| IX      | I00-I99 | Malalties del sistema circulatori                                                                            |
| X       | J00-J99 | Malalties del sistema respiratori                                                                            |
| XI      | K00-K93 | Malalties de l'aparell digestiu                                                                              |
| XII     | L00-L99 | Malalties de la pell i el teixit subcutani                                                                   |
| XIII    | M00-M99 | Malalties del sistema osteomuscular i del teixit connectiu                                                   |
| XIV     | N00-N99 | Malalties de l'aparell genitourinari                                                                         |
| XV      | O00-O99 | Embaràs, part i puerperi                                                                                     |
| XVI     | P00-P96 | Certes afeccions originades en el període perinatal                                                          |
| XVII    | Q00-Q99 | Malformacions congènites, deformitats i anomalies cromosòmiques                                              |
| XVIII   | R00-R99 | Símptomes, signes i troballes anormals clíniques i de laboratori, no classificats en un altre lloc           |
| XIX     | S00-T98 | Traumatismes, enverinaments i algunes altres conseqüències de causa externa                                  |
| XX      | V01-Y98 | Causes externes de morbiditat i de mortalitat                                                                |
| XXI     | Z00-Z99 | Factors que influeixen en l'estat de salut i contacte amb els serveis de salut                               |
| XXII    | O00-U99 | Codis per a situacions especials                                                                             |

La 10a Revisió de la Classificació Estadística Internacional de les Malalties i Problemes de Salut Relacionats (CIM-10) és una codificació de malalties, trastorns, signes, símptomes, troballes anormals, denúncies, circumstàncies socials i causes externes de lesions o malalties, segons la classificació de l'Organització Mundial de la Salut (OMS). Aquesta pàgina conté la llista de problemes del capítol XV de la CIM-10: Embaràs, part i puerperi. 
- Sols apareixen els problemes codificats amb la lletra del capítol i dos dígits (per exemple A00), amb tres dígits (separada l'últim dígit per un punt, per exemple A04.0), i rarament amb quatre dígits.
- S'han exclòs els problemes de més de dos dígits que fan referència a "altres" problemes especificats (però no definits) o a problemes no especificats; aquests dos casos corresponen, respectivament, als dígits finals 8 i 9.
- També s'han exclòs els problemes de més de dos dígits que no aporten problemes de salut "diferents" dels de l'enunciat principal i que sols modifiquen "qualitativament" el problema de salut al qual fan referència. Per exemple: A00 és el codi pel còlera, però no s'han presentat els codis A00.1 i A00.2 que diferencien el còlera segons dos tipus de bacteri que el provoquen.

## O00-O08 - Embaràs amb resultat abortiu
- (O00) Embaràs ectòpic
- (O01) Mola hidatiforme
- (O02) Altres productes anòmals de concepció
  - (O02.0) Ou malmès i mola no hidatiforme
  - (O02.1) Avortament diferit
- (O03) Avortament espontani
- (O04) Avortament provocat mèdic
- (O05) Altres avortaments
- (O06) Avortament no especificat
- (O07) Temptativa fallida d'avortament
- (O08) Complicacions consecutives a avortament i embaràs ectòpic i embaràs molar
  - (O08.0) Infecció pelviana i del tracte genital consecutives a avortament i embaràs ectòpic i embaràs molar
  - (O08.1) Hemorràgia retardada o excessiva consecutiva a avortament i embaràs ectòpic i embaràs molar
  - (O08.2) Embòlia consecutiva a avortament i embaràs ectòpic i embaràs molar
  - (O08.3) Xoc consecutiu a avortament i embaràs ectòpic i embaràs molar
  - (O08.4) Fallida renal consecutiva a avortament i embaràs ectòpic i embaràs molar
  - (O08.5) Trastorns metabòlics consecutius a avortament i embaràs ectòpic i embaràs molar
  - (O08.6) Lesió d'òrgans i teixits pelvians consecutiva a avortament i embaràs ectòpic i embaràs molar
  - (O08.7) Altres complicacions venoses consecutives a avortament i embaràs ectòpic i embaràs molar

## O10-O16 - Edema, proteïnúria i trastorns hipertensius en l'embaràs, el part i el puerperi
- (O10) Hipertensió preexistent que complica l'embaràs, el part i el puerperi
- (O11) Trastorn hipertensiu preexistent amb proteïnúria superposada
- (O12) Edema i proteïnúria gestacionals [induïts per l'embaràs] sense hipertensió
  - (O12.0) Edema gestacional
  - (O12.1) Proteïnúria gestacional
  - (O12.2) Edema gestacional amb proteïnúria
- (O13) Hipertensió gestacional [induïda per l'embaràs] sense proteïnúria significativa
- (O14) Hipertensió gestacional [induïda per l'embaràs] amb proteïnúria significativa
  - (O14.0) Preeclàmpsia moderada
  - (O14.1) Preeclàmpsia greu
- (O15) Eclàmpsia
- (O16) Hipertensió materna no especificada

## O20-O29 - Altres trastorns materns relacionats sobretot amb l'embaràs
- (O20) Hemorràgia al començament de l'embaràs
  - (O20.0) Amenaça d'avortament
- (O21) Vòmits excessius en l'embaràs
  - (O21.0) Hiperèmesi gravídica lleu
  - (O21.1) Hiperèmesi gravídica amb alteració metabòlica
  - (O21.2) Vòmits tardans de l'embaràs
- (O22) Complicacions venoses en l'embaràs
  - (O22.0) Venes varicoses d'extremitat inferior en l'embaràs
  - (O22.1) Varices genitals en l'embaràs
  - (O22.2) Tromboflebitis superficial en l'embaràs
  - (O22.3) Flebotrombosi profunda en l'embaràs
  - (O22.4) Hemorroides en l'embaràs
  - (O22.5) Trombosi venosa cerebral en l'embaràs
- (O23) Infeccions del tracte genitourinari en l'embaràs
- (O24) Diabetis mellitus en l'embaràs
- (O25) Malnutrició en l'embaràs
- (O26) Assistència materna per altres afeccions relacionades sobretot amb l'embaràs
  - (O26.0) Augment excessiu de pes en l'embaràs
  - (O26.1) Poc augment de pes en l'embaràs
  - (O26.2) Assistència mèdica en l'embaràs per a l'avortadora habitual
  - (O26.3) Dispositiu contraceptiu intrauterí retingut en l'embaràs
  - (O26.4) Herpes gestacional
  - (O26.5) Síndrome d'hipotensió materna
  - (O26.6) Trastorns hepàtics en l'embaràs, el part i el puerperi
  - (O26.7) Subluxació de la símfisi (púbica) en l'embaràs, el part i el puerperi
- (O28) Resultats anòmals en cribratge prenatal de la mare
- (O29) Complicacions de l'anestèsia durant l'embaràs

## O30-O48 - Assistència materna relacionada amb el fetus i la cavitat àmnica i possibles problemes en el part
- (O30) Gestació múltiple
  - (O30.0) Embaràs de bessons
  - (O30.1) Embaràs triple
  - (O30.2) Embaràs quàdruple
- (O31) Complicacions específiques de la gestació múltiple
  - (O31.0) Fetus papiraci
  - (O31.1) Continuació de l'embaràs després d'avortament d'un o més fetus
  - (O31.2) Continuació de l'embaràs després de mort intrauterina d'un o més fetus
- (O32) Assistència materna per presentació anòmala del fetus coneguda o sospitada
- (O33) Assistència materna per desproporció coneguda o sospitada
- (O34) Assistència materna per anomalia dels òrgans pelvians coneguda o sospitada
- (O35) Assistència materna per anomalia fetal i dany fetal coneguts o sospitats
- (O36) Assistència materna per altres problemes fetals coneguts o sospitats
  - (O36.0) Assistència mèdica per isoimmunització rhesus
  - (O36.1) Assistència materna per altres tipus d'isoimmunització
  - (O36.2) Assistència materna per hidrop fetal
  - (O36.3) Assistència materna per signes d'hipòxia fetal
  - (O36.4) Assistència materna per mort intrauterina
  - (O36.5) Assistència materna per creixement deficient del fetus sospitada
  - (O36.6) Assistència materna per creixement excessiu del fetus conegut o sospitat
  - (O36.7) Assistència materna per fetus viable en embaràs abdominal
- (O40) Polihidramni
- (O41) Altres trastorns del líquid àmnic i les membranes
  - (O41.0) Oligohidramni
  - (O41.1) Infecció del sac àmnic i les membranes àmniques
  - (O41.8) Altres trastorns especificats del líquid àmnic i les membranes àmniques
  - (O41.9) Trastorn del líquid àmnic i les membranes àmniques no especificat
- (O42) Ruptura prematura de les membranes
- (O43) Trastorns de la placenta
  - (O43.0) Síndromes de transfusió placentària
  - (O43.1) Malformació de la placenta
- (O44) Placenta prèvia
- (O45) Despreniment prematur de la placenta [abrupció de placenta]
- (O46) Hemorràgia prepart no classificada a cap altre lloc
- (O47) Part fals
- (O48) Embaràs prolongat

## O60-O75 - Complicacions del treball de part i el part
- (O60) Treball de part preterme
- (O61) Inducció fallida del treball de part
- (O62) Anomalies de les contraccions uterines
  - (O62.0) Contraccions primàries inadequades
  - (O62.1) Inèrcia uterina secundària
  - (O62.2) Altres inèrcies uterines
  - (O62.3) Part precipitat
  - (O62.4) Contraccions uterines hipertòniques, incoordinades i prolongades
- (O63) Part prolongat
- (O64) Obstrucció del part provocada per situació i presentació anòmales del fetus
- (O65) Obstrucció del part provocada per anomalia pelviana materna
- (O66) Altres obstruccions del part
  - (O66.0) Obstrucció del part provocada per distòcia d'espatlla
  - (O66.1) Obstrucció del part provocada per bessons travats
  - (O66.2) Obstrucció del part provocada per fetus anormalment gros
  - (O66.3) Obstrucció del part provocada per altres anomalies del fetus
  - (O66.4) Intent de part fallit no especificat
  - (O66.5) Aplicació fallida de fòrceps i extractor de ventosa no especificada
- (O67) Treball de part i part complicats per hemorràgia intrapart no classificats a cap altre lloc
- (O68) Treball de part i part complicats per sofriment fetal [destret]
- (O69) Treball de part i part complicats per complicacions del cordó umbilical
- (O70) Laceració perineal durant el part
- (O71) Altres traumatismes obstètrics
  - (O71.0) Ruptura de l'úter abans de l'inici del part
  - (O71.1) Ruptura de l'úter durant el part
  - (O71.2) Inversió uterina postpart
  - (O71.3) Laceració obstètrica del coll uterí
  - (O71.4) Laceració vaginal alta obstètrica, únicament
  - (O71.5) Altres lesions obstètriques dels òrgans pelvians
  - (O71.6) Traumatisme obstètric de les articulacions i els lligaments pelvians
  - (O71.7) Hematoma obstètric de la pelvis
- (O72) Hemorràgia postpart
- (O73) Retenció de placenta i membranes sense hemorràgia
- (O74) Complicacions de l'anestèsia durant el treball de part i el part generals o locals, i analgèsics o altres tipus de seda
- (O75) Altres complicacions durant el treball de part i el part no classificades a cap altre lloc
  - (O75.0) Destret matern durant el treball de part i el part
  - (O75.1) Xoc durant o a conseqüència del treball de part i el part
  - (O75.2) Pirèxia durant el treball de part no classificada a cap altre lloc
  - (O75.3) Altres infeccions durant el treball de part
  - (O75.4) Altres complicacions de la cirurgia i els procediments obstètrics
  - (O75.5) Part retardat després de la ruptura artificial de les membranes
  - (O75.6) Part retardat després de la ruptura espontània o no especificada de les membranes
  - (O75.7) Part vaginal consecutiu a cesària prèvia

## O80-O84 - Part
- (O80) Part espontani d'un únic nadó
- (O81) Part únic mitjançant fòrceps i extractor de ventosa
- (O82) Part únic per cesària
- (O83) Altres parts assistits d'un únic nadó
  - (O83.0) Extracció de natges
  - (O83.1) Altres parts de natges assistits
  - (O83.2) Altres parts assistits manualment
  - (O83.3) Part de fetus viable en embaràs abdominal
  - (O83.4) Intervenció destructiva per a facilitar el part
- (O84) Part múltiple

## O85-O92 - Complicacions relacionades sobretot amb el puerperi
- (O85) Sèpsia puerperal
- (O86) Altres infeccions puerperals
  - (O86.0) Infecció de ferida quirúrgica obstètrica
  - (O86.1) Altres infeccions del tracte genital consecutives al part
  - (O86.2) Infecció del tracte urinari consecutiva al part
  - (O86.3) Altres infeccions del tracte genitourinari consecutives al part
  - (O86.4) Pirèxia d'origen desconegut consecutiva al part
- (O87) Complicacions venoses en el puerperi
  - (O87.0) Tromboflebitis superficial en el puerperi
  - (O87.1) Flebotrombosi profunda en el puerperi
  - (O87.2) Hemorroides en el puerperi
  - (O87.3) Trombosi venosa cerebral en el puerperi
- (O88) Embòlia obstètrica
- (O89) Complicacions de l'anestèsia durant el puerperi
- (O90) Complicacions del puerperi no classificades a cap altre lloc
  - (O90.0) Dehiscència de ferida de cesària
  - (O90.1) Dehiscència de ferida obstètrica perineal
  - (O90.2) Hematoma de ferida obstètrica
  - (O90.3) Miocardiopatia en el puerperi
  - (O90.4) Fallida renal aguda postpart
  - (O90.5) Tiroïditis postpart
- (O91) Infeccions de la mama associades al part
  - (O91.0) Infecció del mugró associada al part
  - (O91.1) Abscés mamari associat al part
  - (O91.2) Mastitis no purulenta associada al part
- (O92) Altres trastorns mamaris i de la lactació associats al part
  - (O92.0) Mugró retret associat al part
  - (O92.1) Mugró clivellat associat al part
  - (O92.2) Altres trastorns mamaris i trastorns mamaris no especificats associats al part
  - (O92.3) Agalàctia
  - (O92.4) Hipogalàctia
  - (O92.5) Supressió de la lactació
  - (O92.6) Galactorrea
  - (O92.7) Altres trastorns i trastorns no especificats de la lactació

## O94-O99 - Altres afeccions obstètriques no classificades a cap altre lloc
- (O94) Seqüeles de complicació de l'embaràs, el part i el puerperi
- (O95) Mort de gestant per causa no especificada
- (O96) Mort per qualsevol causa obstètrica que ocorre després de 42 dies i abans d'un any després del part
- (O97) Mort per seqüeles de causes obstètriques directes
- (O98) Malalties infeccioses i parasitàries maternes classificables en un altre lloc però que compliquen l'embaràs, el part i
- (O99) Altres malalties maternes classificables en un altre lloc que compliquen l'embaràs, el part i el puerperi